# Nõmme Kalju Football Club 2022
Questa voce raccoglie le informazioni riguardanti il Nõmme Kalju Football Club nelle competizioni ufficiali della stagione 2022.

## Stagione
- In campionato il Kalju Nõmme termina al quarto posto (65 punti) dietro al Paide (65 con scontri diretti a favore) e davanti al Kuressaare (50).
- In coppa nazionale viene eliminato agli ottavi di finale dal Tabasalu (1-0).

## Maglie e sponsor
La divisa casalinga era composta da una maglia nera con rifiniture bianche, pantaloncini neri e calzettoni neri. Quella da trasferta era invece composta da una maglia bianca con rifiniture nere, pantaloncini bianchi e calzettoni bianchi.
| Casa | Trasferta |

## Rosa
| N. |                              | Ruolo | Calciatore        |
| -- | ---------------------------- | ----- | ----------------- |
| 1  | Estonia (bandiera)           | P     | Marko Meerits     |
| 2  | Estonia (bandiera)           | D     | Artur Šarnin      |
| 4  | Estonia (bandiera)           | D     | Vladimir Avilov   |
| 5  | Francia (bandiera)           | D     | Yohan Mannone     |
| 6  | Estonia (bandiera)           | C     | German Slein      |
| 8  | Trinidad e Tobago (bandiera) | C     | Andre Fortune     |
| 9  | Liberia (bandiera)           | A     | William Jebor     |
| 12 | Estonia (bandiera)           | P     | Sergei Lepmets    |
| 14 | Estonia (bandiera)           | C     | Nikita Komissarov |
| 15 | Estonia (bandiera)           | C     | Igor Subbotin     |
| 16 | Russia (bandiera)            | D     | Daniil Ševjakov   |
| 17 | Estonia (bandiera)           | A     | Kaspar Paur       |
| 20 | Estonia (bandiera)           | A     | Aleksandr Volkov  |

| N. |                        | Ruolo | Calciatore           |
| -- | ---------------------- | ----- | -------------------- |
| 21 | Estonia (bandiera)     | A     | Maksim Gussev        |
| 22 | Estonia (bandiera)     | D     | Trevor Elhi          |
| 24 | Estonia (bandiera)     | A     | Alex Tamm            |
| 25 | Ucraina (bandiera)     | D     | Andrij Markovyč      |
| 29 | Estonia (bandiera)     | D     | Kristjan Rattasepp   |
| 37 | Grecia (bandiera)      | D     | Giannīs Tsivelekidīs |
| 44 | Bielorussia (bandiera) | C     | Michail Babičaŭ      |
| 45 | Estonia (bandiera)     | D     | Henri Järvelaid      |
| 77 | Estonia (bandiera)     | C     | Stanislav Tsombaljuk |
| 79 | Estonia (bandiera)     | A     | Pavel Marin          |
| 96 | Estonia (bandiera)     | P     | Henri Perk           |
| 97 | Croazia (bandiera)     | C     | Daniel Sudar         |
| 99 | Estonia (bandiera)     | A     | Emir Dikajev         |